# Thomas Vinterberg
Thomas Vinterberg (* 19. května 1969 Kodaň) je dánský filmový režisér, známý jako spoluzakladatel hnutí Dogme 95, prosazujícího oproštění filmu od nadbytečných efektů.

## Filmografie
- Sneblind (1990)
- Sidste omgang (1993)
- Kluk, který chodil pozpátku (Drengen der gik baglæns, 1994)
- Největší hrdinové (De største helte, 1996)
- Rodinná oslava (Festen, též Dogme #1, 1998)
- The Third Lie (2000)
- Za všechno může láska (It's All About Love, 2003)
- Můj miláček ráže 6,65 (Dear Wendy, 2005)
- Když se muž vrací domů (En Mand kommer hjem, 2007)
- Submarino (2010)
- Hon (Jagten, 2012)
- Daleko od hlučícího davu (Far from the Madding Crowd, 2015)
- Komuna (Kollektivet, 2016)
- Kursk (2018)
- Chlast (2020)